# Trójka Live! (album Republiki)
Trójka Live! – płyta zespołu Republika, nagrana podczas koncertu mikołajkowego w radiowej "Trójce" 6 grudnia 1998. Wydana 7 listopada 2007 jako dodatek do dziennika „Rzeczpospolita”.
W 2014 roku album został wznowiony pt. Koncerty w Trójce vol. 13. Republika.

## Lista utworów
Źródło:.
1. Zapowiedź Piotra Kaczkowskiego – 1:22
2. „13 cyfr” (muz. Grzegorz Ciechowski, Zbigniew Krzywański – sł. Grzegorz Ciechowski)  – 5:43
3. „Masakra” (muz. Grzegorz Ciechowski, Zbigniew Krzywański – sł. Grzegorz Ciechowski) – 3:52
4. „Odchodząc” (muz. Grzegorz Ciechowski, Zbigniew Krzywański – sł. Grzegorz Ciechowski) – 4:40
5. „Sado-maso piosenka” (muz. Grzegorz Ciechowski, Zbigniew Krzywański – sł. Grzegorz Ciechowski) – 4:18
6. „Raz na milion lat” (muz. Grzegorz Ciechowski, Zbigniew Krzywański – sł. Grzegorz Ciechowski)– 5:36
7. „Mamona” (muz. Grzegorz Ciechowski, Zbigniew Krzywański – sł. Grzegorz Ciechowski) – 3:31
8. „Kombinat” (muz. i sł. Grzegorz Ciechowski) – 3:32
9. „Koniec czasów” (muz. Grzegorz Ciechowski, Zbigniew Krzywański – sł. Grzegorz Ciechowski)– 4:53
10. „Śmierć w bikini” (muz. i sł. Grzegorz Ciechowski) – 4:38
11. „Telefony” (muz. i sł. Grzegorz Ciechowski) – 4:23
12. „Biała flaga” (muz. i sł. Grzegorz Ciechowski) – 4:56
13. „Nieustanne tango” (muz. i sł. Grzegorz Ciechowski) – 5:27
14. „Tak, tak... to ja” (muz. i sł. Grzegorz Ciechowski) – 4:34
15. „Tak długo czekam (Ciało)” (muz. i sł. Grzegorz Ciechowski) – 6:23

## Twórcy
Źródło:.
- Grzegorz Ciechowski – śpiew, instrumenty klawiszowe, flet
- Zbigniew Krzywański – gitara, śpiew
- Leszek Biolik – gitara basowa, śpiew
- Sławomir Ciesielski – perkusja, śpiew

oraz
- Jerzy Tolak – Manager zespołu

ponadto
- Wojciech Przybylski – Reżyser dźwięku
- Jacek Gładkowski – Mastering
- Zofia Sylwin – Produkcja koncertu
- Jan Borkowski – Redaktor
- Bogdan Kuc – Projekt graficzny
- Andrzej Świetlik – Fotografia na okładce